# Ayat-sur-Sioule
Ayat-sur-Sioule är en kommun i departementet Puy-de-Dôme i regionen Auvergne-Rhône-Alpes i centrala Frankrike. Kommunen ligger i kantonen Saint-Gervais-d'Auvergne som tillhör arrondissementet Riom. År 2022 hade Ayat-sur-Sioule 134 invånare.

## Befolkningsutveckling
Antalet invånare i kommunen Ayat-sur-Sioule
| Referens: INSEE |